# عبدالرزاق میمندی
عبدالرزاق بن احمد بن حسن میمندی وزیر دربار سلاطین غزنوی مودود غزنوی و عبدالرشید غزنوی بود. پدرش احمد میمندی معروف به شمس‌الکُفاة وزیر دربار سلطان محمود و پسرش مسعود غزنوی بود و عبدالرزاق به همراه برادرش در محضر بوسهل زوزنی تعلم کرد. زمانی که سلطان محمود بر احمد میمندی خشم گرفت او را به همراه پسرش عبدالرزاق در پنجاب به زندان انداخت. این دو شش سال زندانی بودند و پس از مرگ محمود و پیروزی سلطان مسعود در جنگ علیه برادرش محمد، از زندان آزاد شدند و سلطان مسعود به احمد سمت وزارت را داد.
در زمان حکومت جانشین سلطان مسعود، مودود غزنوی، عبدالرزاق به وزارت رسید. او در نبرد دندانقان علیه ترکان سلجوقی شرکت داشت. در این نبرد غزنوی‌ها شکست خردند و سلجوقیان خراسان را تصرف کردند. پس از مرگ مودود، عبدالرزاق عبدالرشید غزنوی را از زندان نجات داد و او را بر تخت حکومت نشاند. برای آزاد کردن خراسان از دست سلجوقیان، عبدالرشید طغرل را به جنگ ایشان فرستاد و طغرل پیروزی‌هایی بدست آورد و غره شد و خود را سلطان غزنوی اعلام کرد و به غزنی حمله کرد و عبدلرشید را کشت. پس از چهل روز سلطنت ستمگرانه، سرانجام هواخواهان فرمانروایی غزنویان طغرل را به قتل رساندند و فرخ‌زاد بن مسعود را بر تخت نشاندند. عبدالرزاق در دوران حکومت فرخزاد از وزارت برکنار شد اما هنوز سمت‌های بالایی داشت. زمان مرگ او معلوم نیست.